# گیلبرتو مارتینز

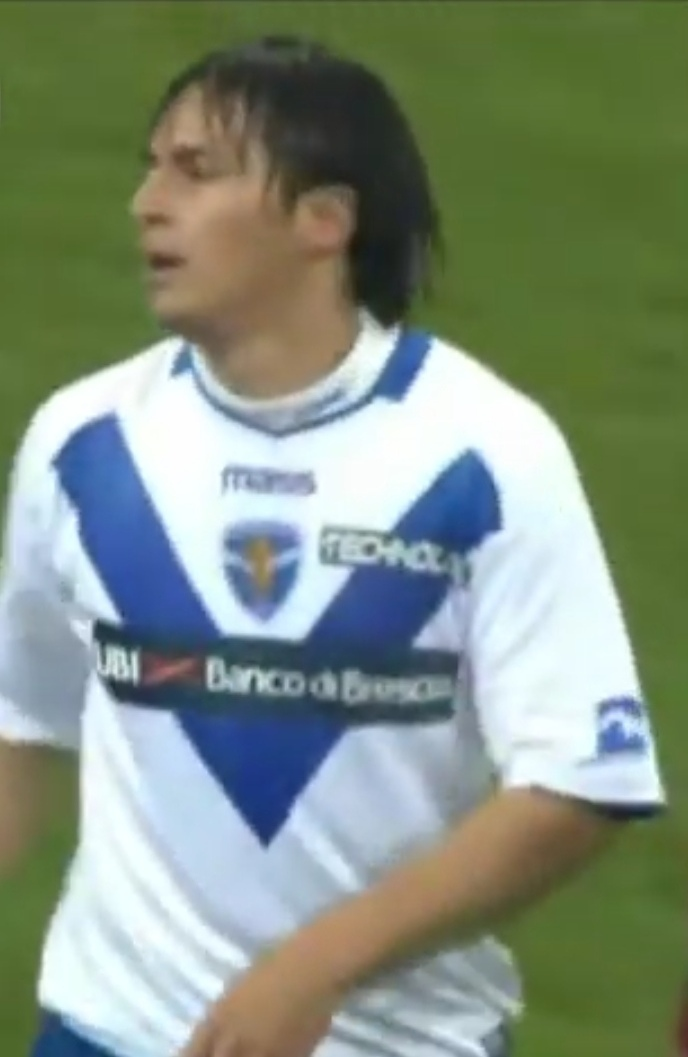
گیلبرتو مارتینز - ۲۰۲۰

گیلبرتو مارتینز (انگلیسی: Gilberto Martínez؛ زادهٔ ۱ اکتبر ۱۹۷۹) بازیکن فوتبال اهل کاستاریکا است.
او همچنین در تیم ملی فوتبال کاستاریکا بازی کرده‌است.